# باربارا کیکیارلی
باربارا کیکیارلی (ایتالیایی: Barbara Chichiarelli؛ زادهٔ ۲۰ مهٔ ۱۹۸۵) بازیگر اهل ایتالیا است. وی دانش‌آموختهٔ دانشگاه ساپینزای رم و آکادمی ملی هنرهای نمایشی سیلویو دامیکو است.
از فیلم‌هایی که وی در آن‌ها نقش داشته است، می‌توان به الههٔ بخت اشاره نمود.